# Schlosshöchi
Schlosshöchi är en kulle i Schweiz.   Den ligger i distriktet Wahlkreis Toggenburg och kantonen Sankt Gallen, i den nordöstra delen av landet, 130 km öster om huvudstaden Bern. Toppen på Schlosshöchi är 1 014 meter över havet, eller 28 meter över den omgivande terrängen. Bredden vid basen är 0,27 km.
Terrängen runt Schlosshöchi är huvudsakligen lite kuperad. Runt Schlosshöchi är det ganska tätbefolkat, med 179 invånare per kvadratkilometer.. Närmaste större samhälle är Jona, 19,4 km sydväst om Schlosshöchi. 
Omgivningarna runt Schlosshöchi är en mosaik av jordbruksmark och naturlig växtlighet.